# گایاتری پاتل باهل
گایاتری پاتل باهل (انگلیسی: Gayatri Patel Bahl) یک بازیگر آمریکایی- هندی، فیلمساز و رقاص کلاسیک هندی، است که در فیلم های هندی و انگلیسی زبان ظاهر می شود. 

## زندگی‌نامه
زندگی شخصی
پاتل در یک خانواده گجراتی در آمریکا به دنیا آمد و بزرگ شد. او در دانشگاه اموری در آتلانتا، جورجیا تحصیل کرد.

## فیلم نگاری
به عنوان بازیگر
| سال  | فیلم                     | نقش    |
| ---- | ------------------------ | ------ |
| ۲۰۰۵ | شادی                     |        |
| ۲۰۰۹ | بیا برقصیم               | سوهانی |
| ۲۰۱۰ | اتاق انتظار (فیلم کوتاه) |        |
| ۲۰۱۹ | تینا (فیلم کوتاه)        |        |